# 722
722 (DCCXXII) var ett normalår som började en torsdag i den julianska kalendern.

## Händelser

### Januari
- 3 januari — K'inich Ahkal Mo' Naab III övertar tronen av Mayastaten Palenque.

### November
- 30 november — Bonifatius utses till biskop av Tyskland av påven.

### Okänt datum
- I slaget vid Covadonga vinner för första gången en kristen armé över en muslimsk armé i Spanien (förmodat datum).
- Krig bryter ut mellan Wessex och Sussex.

## Födda
- Li Mi, kinesisk kansler.

## Avlidna
- Kejsarinnan Gemmei av Japan (född 661)